# Marlierea umbraticola
Marlierea umbraticola är en myrtenväxtart som först beskrevs av Carl Sigismund Kunth, och fick sitt nu gällande namn av Otto Karl Berg. Marlierea umbraticola ingår i släktet Marlierea och familjen myrtenväxter. Inga underarter finns listade i Catalogue of Life.